# La battaglia degli albi
La battaglia degli albi (Die Legenden der Albae: Vernichtender Hass) è il settimo romanzo fantasy di Markus Heitz, scritto nel 2011 e pubblicato in Italia nel 2013.

## Edizioni
- Markus Heitz, La battaglia degli albi, Editrice Nord, 2013,  p. 496, ISBN 9788842921790.